# Freddy Castillo
Freddy Castillo (* Esmeraldas, Provincia de Esmeraldas, Ecuador, 17 de noviembre de 1989 - Manta 11 de agosto de 2013) fue un futbolista ecuatoriano que jugaba de defensa central en el Delfín SC.
Murió asesinado, según informe policial, el cuerpo recibió un impacto de bala en el pecho, lo que terminó de inmediato con su vida.

## Clubes
| Club            | País    | Año       |
| --------------- | ------- | --------- |
| Deportivo Colón | Ecuador | 2010-2011 |
| Delfín SC       | Ecuador | 2012-2013 |